# Gheorghe Samachișă
Gheorghe Samachișă (n. 1935) este membru de onoare al Academiei Române, pionier al tehnologiei memoriilor flash.
Gheorghe Samachișă a absolvit Facultatea de Electronică și Telecomunicații din Universitatea „Politehnica” București, secția de Ingineri fizicieni în promoția 1955-1960. În perioada 1974-1977 desfășoară cursurile de doctorat, având drept conducător pe Prof. Mihai Drăgănescu. Teza de absolvire este "Electroluminiscența în materiale policristaline cu straturi subțiri".
După absolvirea facultății a continuat să desfășoare activitate didactică în cadrul Institutului Politehnic București, la Catedra de Dispozitive Semiconductoare și Circuite Integrate, ca asistent (1960-1967), conferențiar (1967-1977) și profesor (1977-1981). A predat și dezvoltat cursul de Dispozitive și Circuite Electronice creat de Prof. Mihai Drăgănescu și a efectuat cercetări în domeniul dispozitivelor semiconductoare. Între 1969 și 1981 a fost șeful Laboratorului de cercetare în domeniul filmelor subțiri.
În perioada 1983-1988 a lucrat la SEEQ Technology Corporation, San Jose, CA, ca director de proiect pentru dezvoltarea de memorii Flash EEPROM. Lucrările lui au condus la inventarea și dezvoltarea primelor memorii read-only cu programare și ștergere electrică (EEPROM) de tip Flash, ale industriei, care au fost puse cu succes în producție de masă. A părăsit compania ca Project Manager for Flash EEPROMS.
Ulterior, în perioada 1988-2016, ocupă diferite funcții de cercetare/dezvoltare și de conducere executivă până la și incluzând poziția de Vice President of Technology la Sandisk Fellow Sandisk Corporation, Milpitas, CA. Din 2016 este Senior technology developer la Sunrise Memory Corporation, Fremont, CA.
Este recunoscut pe plan mondial ca pionier al memoriilor Flash, care au determinat transformări profunde în electronica de larg consum, dispozitive portabile, tehnica de calcul, social networking, etc. Arhitectura firmei Seeq, inventată de Dr. Samachișă, a condus la primele produse aplicate cu succes în fabricație. Ea fost preluată, în continuare, de firma Sandisk, care a comercializat produsul pe scară mare, devenind furnizor major de memorii Flash.
Este ales membru de onoare al Academiei Române în anul 2023, la secția Știința și Tehnologia Informației.